# Greim (Bassi Tauri)
Il Greim (2.474 m s.l.m.) è una montagna dei Tauri di Wölz e di Rottenmann nelle Alpi dei Tauri orientali. Si trova in Stiria (Austria).

## Caratteristiche
È la seconda montagna in ordine di altezza dei Tauri di Wölz dopo il Rettlkirchspitze.
La salita alla vetta è particolarmente facile specialmente per il versante sud. Partendo dalla Greimhütte (1.680 m) la vetta è raggiungibile in due ore. Per salire al rifugio si può partire da Sankt Peter am Kammersberg.